# (33657) 1999 JP89
1999 JP89 (asteroide 33657) é um asteroide da cintura principal. Possui uma excentricidade de 0.23052730 e uma inclinação de 9.73906º.
Este asteroide foi descoberto no dia 12 de maio de 1999 por LINEAR em Socorro.